# Ordre de Saint-Serge de Radonège
L'ordre de Saint-Serge de Radonège (en russe : Орден преподобного Сергия Радонежского) est un ordre honorifique décerné par le Patriarcat de Moscou et de toute la Russie. Il a été institué en 1978 et nommé d'après Serge de Radonège
L'ordre récompense les prélats et membres du clergé de l'Église russe ou des différentes Églises orthodoxes, et les représentants d'Églises non orthodoxes pour des mérites religieux ou ayant pour but de promouvoir la paix. Il peut aussi être attribué à des personnalités officielles ou publiques pour des travaux constructifs visant à la paix et à l'amitié entre les peuples.
L'ordre est divisé en trois classes.
Sa forme actuelle date de 1999.

## Les insignes
L'insigne est une croix à quatre branches, émaillées de vert. L'étoile centrale est en or pour les ordres de première classe, en argent pour les autres. Le médaillon circulaire central représente Serge de Radonège.

## Source
- (ru) Cet article est partiellement ou en totalité issu de l’article de Wikipédia en russe intitulé « Орден преподобного Сергия Радонежского » (voir la liste des auteurs).